# Colonne romane di Brindisi

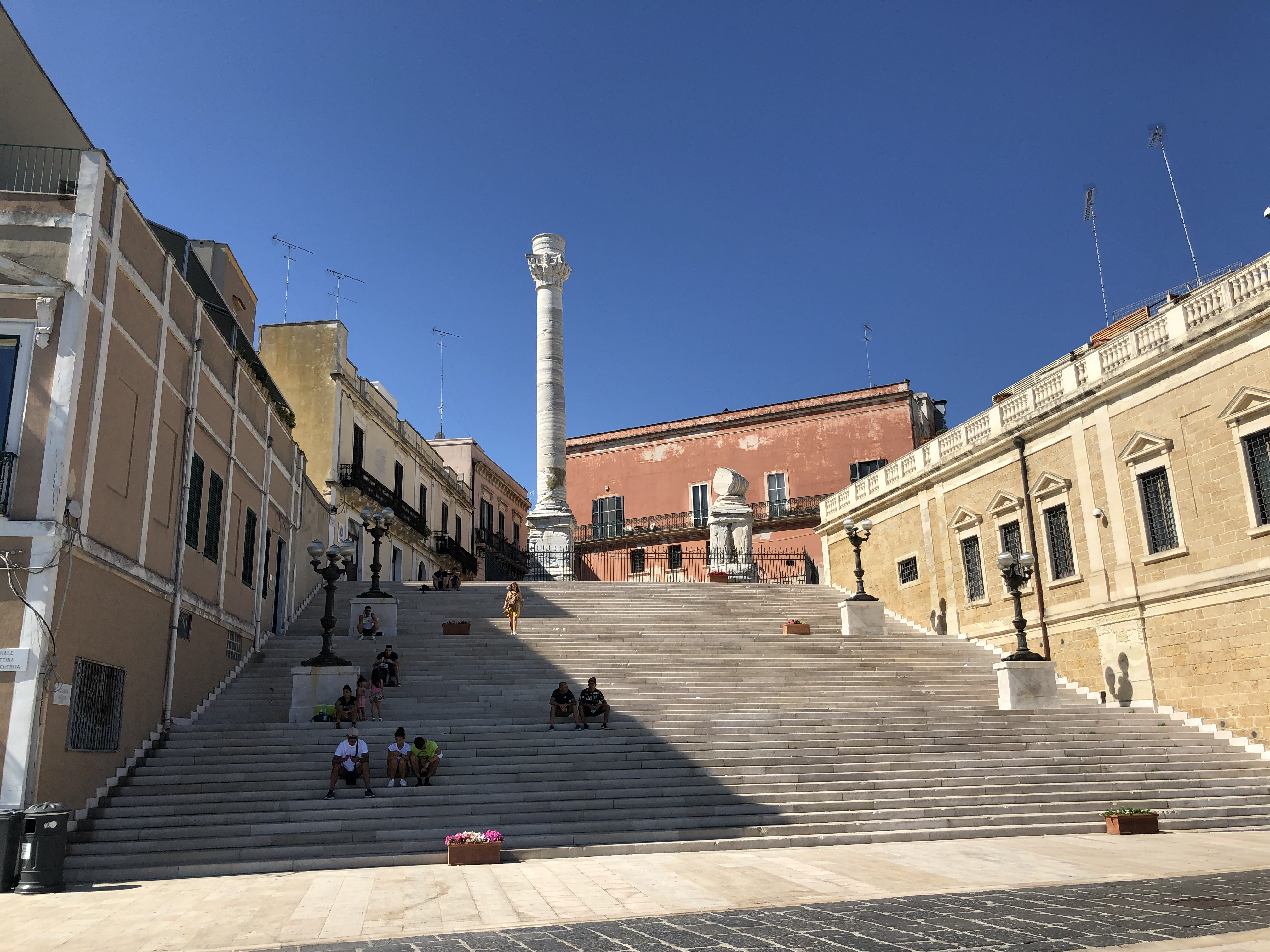
Le colonne romane di Brindisi

Le Colonne romane di Brindisi sono un monumento situato presso il porto della città.
In origine erano due colonne gemelle, un unicum nel panorama architettonico dell'antichità. Come tali furono raffigurate già dal XIV secolo come emblema della città. A seguito del crollo di una delle due colonne nel 1528, il monumento è rimasto mutilo. La colonna superstite è stata smontata durante la seconda guerra mondiale per evitare crolli o danni causati dai furiosi bombardamenti subiti dalla città; tra il 1996 e il 2002 la colonna è stata nuovamente smontata nelle sue parti componenti e questa volta interamente restaurata, mentre nel piazzale circostante sono state svolte indagini archeologiche; dopo il rimontaggio, il capitello originale è ora esposto in una sala del Palazzo Granafei-Nervegna, al suo posto è stata collocata una copia.

## Origini

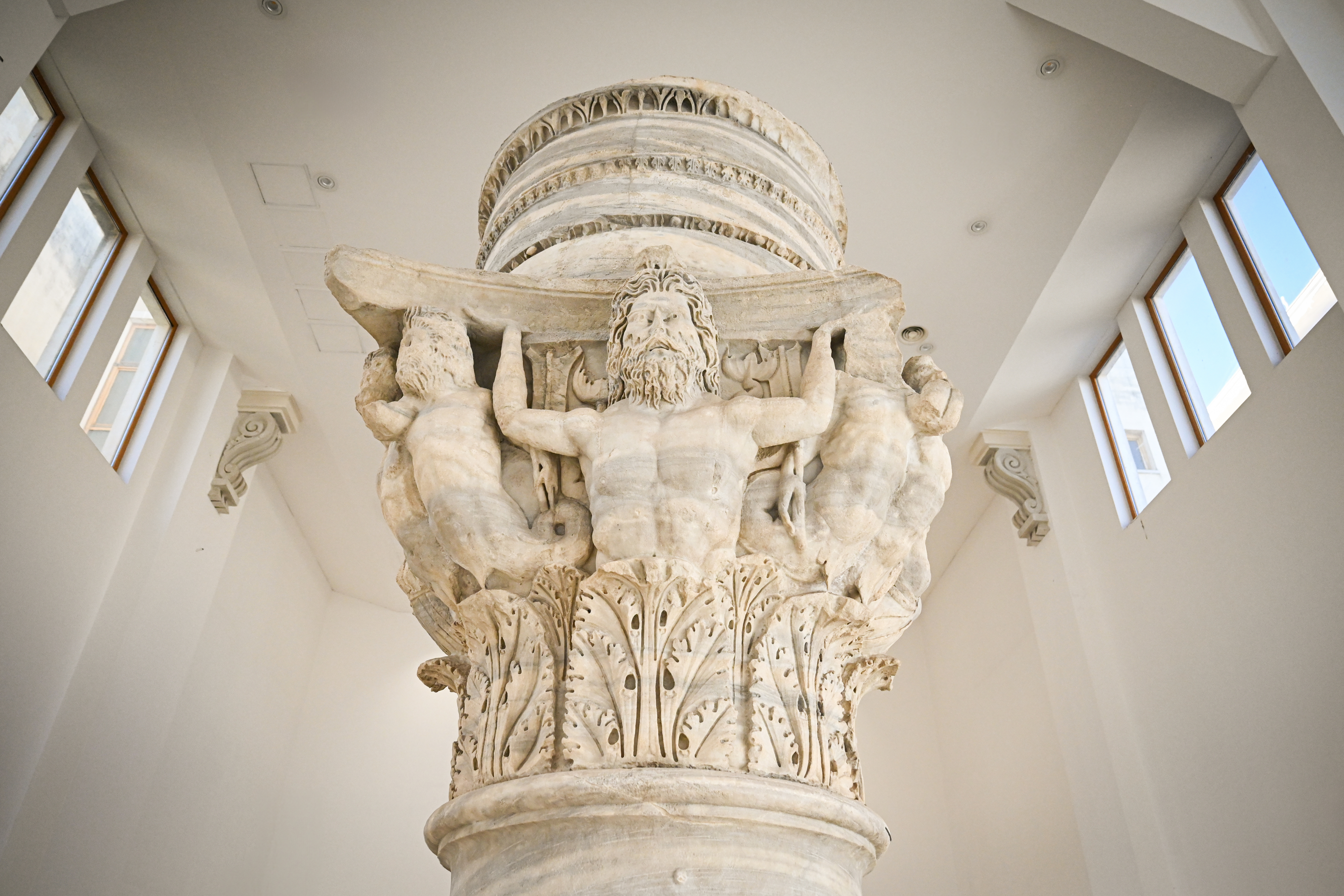
Il capitello

Quanto all'epoca della costruzione, gli storici locali nel tempo hanno dato dimostrazione di grande fantasia, attribuendone l'erezione a Ercole (genitore di Brento, mitico fondatore della città); a Silla, che avrebbe anche concesso ai brindisini molti benefici; all'imperatore Traiano, per celebrare la costruzione del tratto finale (da Benevento a Brindisi) della Via Traiana.
Secondo il Mercklin, il capitello appartiene allo stile degli Antonini (II secolo) o dei Severi (prima metà del III secolo). Tuttavia la diversità dei marmi impiegati, l'evidente uso del reimpiego in diverse parti, la inusuale iconografia con i busti di divinità pagane in funzione di telamoni e le risultanze degli scavi archeologici nei dintorni, fanno propendere per una datazione piuttosto posteriore all'epoca imperiale romana, non escludendo una sistemazione finale in epoca bizantina.

## Funzione
Per lungo tempo le colonne sono state ritenute terminali della Via Appia, ma considerazioni topografiche e morfologiche fanno pensare che tale ipotesi sia solo il frutto di erudizione accademica settecentesca.
L'ipotesi che abbiano funzionato da faro è molto difficile da sostenere, mancando qualsiasi riscontro tipologico in altre situazioni simili: strutturalmente assurda infatti è la pretesa che tra i capitelli delle due colonne fosse innalzata una traversa bronzea con un fanale dorato.
La collocazione delle colonne nel rialzo prospiciente il porto di Brindisi e in relazione visuale con l'imboccatura dello stesso, dimostrano che furono innalzate con un intento celebrativo, forse a supporto di due statue bronzee. Si suppone che le due colonne (col Leone di san Marco e la statua di San Teodoro) che i veneziani innalzarono in piazza San Marco, proprio in fronte alla banchina più importante della città lagunare, siano una replica medievale di quelle di Brindisi.

## Caratteristiche

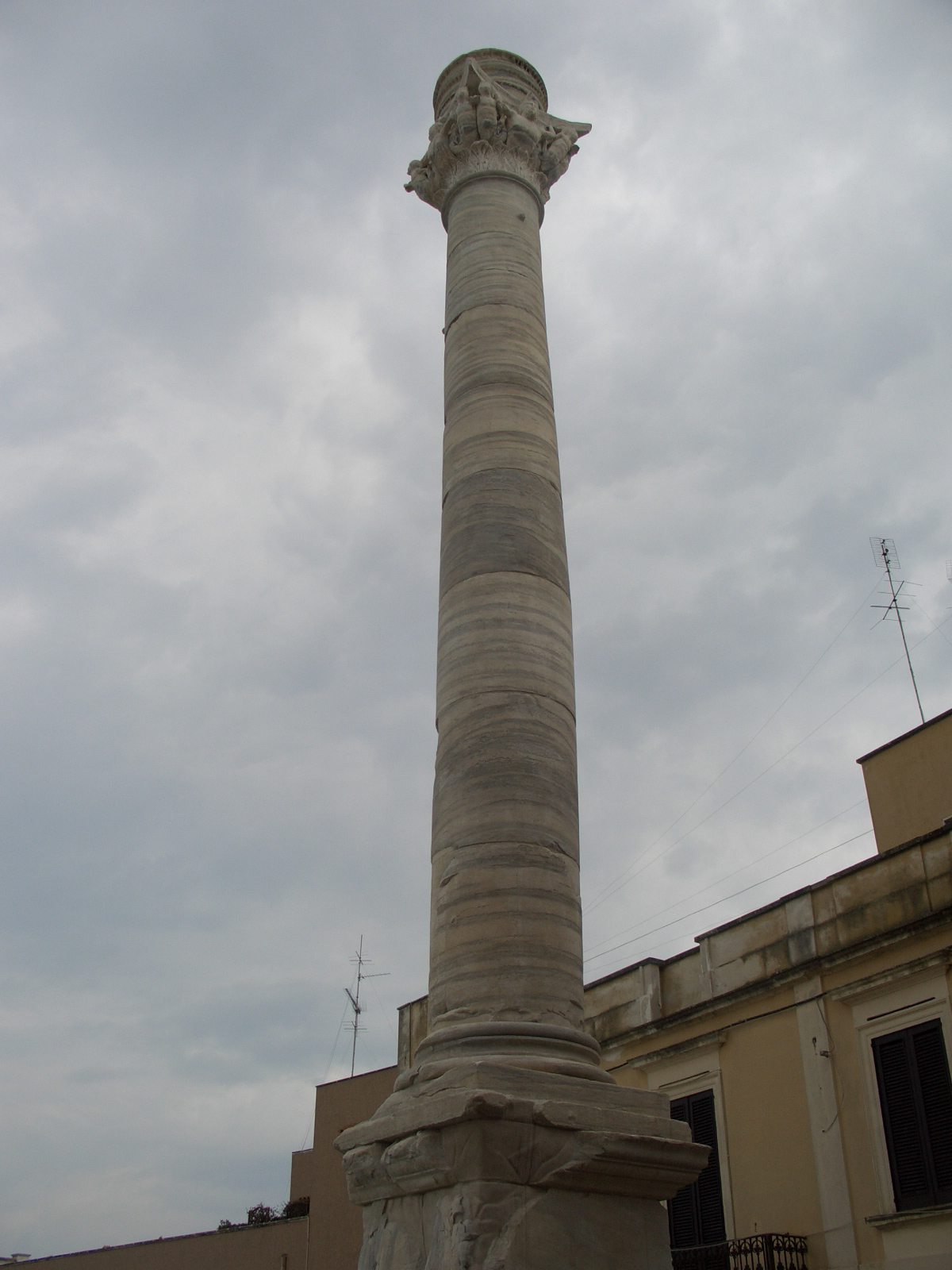
La colonna romana rimasta a Brindisi per intero

La colonna che si innalza sul porto di Brindisi è in di marmo proconnesio, misura ben 18,74 metri d'altezza: la base 4,44 m, il totale degli otto rocchi è 11,45 m, il capitello misura 1,85 m e, infine, un metro del cosiddetto pulvino.
Il suo capitello in marmo cipollino raffigura quattro deità e otto tritoni tra foglie di acanto; l'elemento sovrastante presenta tre ordini di fregi, perfettamente rispondenti, nell'ordine classico, alla tripartizione dell'architrave (non può trattarsi dunque di un pulvino).
Sul piedistallo della colonna è possibile leggere un'iscrizione che ricorda una ricostruzione della città (presumibilmente nel IX secolo, in seguito alla distruzione da parte dei Saraceni) ad opera del protospatario Lupo:

## Dono di una colonna a Lecce

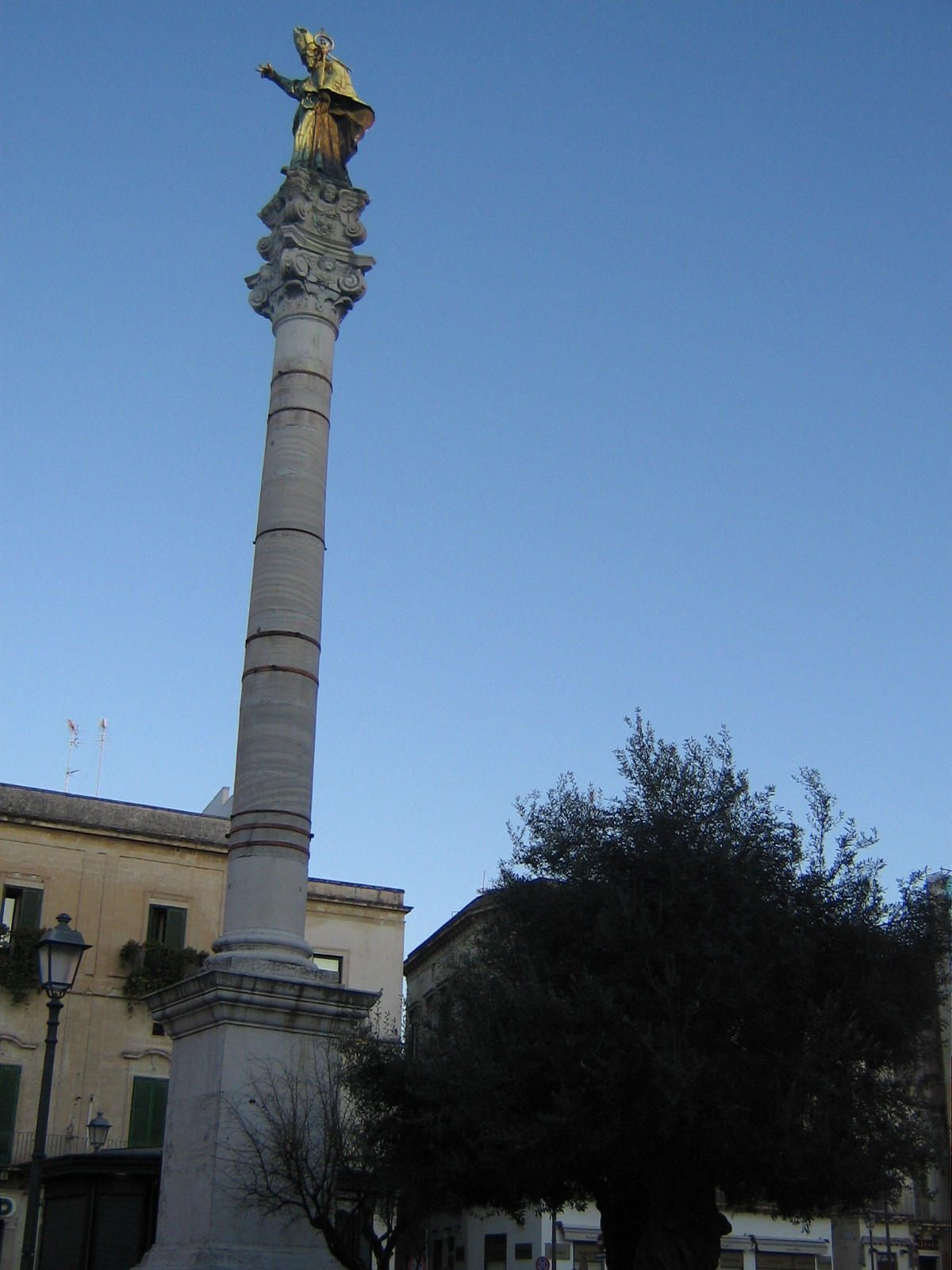
La colonna di Sant'Oronzo a Lecce

Il 20 novembre 1528 una delle colonne crollò (in seguito ad un forte terremoto) e i vari pezzi marmorei rimasero a terra per oltre un secolo. Nel frattempo nel 1657 la peste riprese a seminare morte nel regno di Napoli, ma fortunatamente non toccò la Terra d'Otranto. A Lecce, dove si credette ci fosse stata un'intercessione di Sant'Oronzo, il popolo volle realizzare un monumento al santo patrono e l'allora sindaco di Brindisi Carlo Stea decise di offrire i pezzi della colonna caduta, danneggiati e in stato di abbandono.
Il sindaco che gli succedette Giovanni Antonio Cuggiò, facendosi interprete delle volontà popolari, rifiutò di consegnare la colonna. Il 2 novembre 1659 il Viceré di Napoli, conte di Castrillo, ordinò l'invio a Lecce delle parti cedute della colonna. Il trasporto dei grossi pezzi di marmo fu difficilissimo a causa delle pessime condizioni delle strade e per i mezzi inadeguati: tuttavia nel 1666 l'architetto Giuseppe Zimbalo innalzò nella piazza principale la statua di Sant'Oronzo su una colonna marmorea che riutilizzava, benché rastremati e rilavorati, i rocchi e il capitello della colonna brindisina.